# Igny-Comblizy

Igny-Comblizy este o comună în departamentul Marne, Franța. În 2009 avea o populație de 443 de locuitori.